# Elytraria macrophylla
Elytraria macrophylla là một loài thực vật có hoa trong họ Ô rô. Loài này được Emery Clarence Leonard mô tả khoa học đầu tiên năm 1939.

## Phân bố
Loài bản địa đông bắc Mexico.